# توماس هيكس (متزلج جماعي)
توماس هيكس (بالإنجليزية: Thomas Hicks)‏ هو متزلج جماعي أمريكي، ولد في 1 يونيو 1918 في ليون ماونتين في الولايات المتحدة، وتوفي في 14 أبريل 1992 في إسكس في المملكة المتحدة.

## وصلات خارجية
- توماس هيكس على موقع أوليمبيديا (الإنجليزية)